# Sydney Gardens

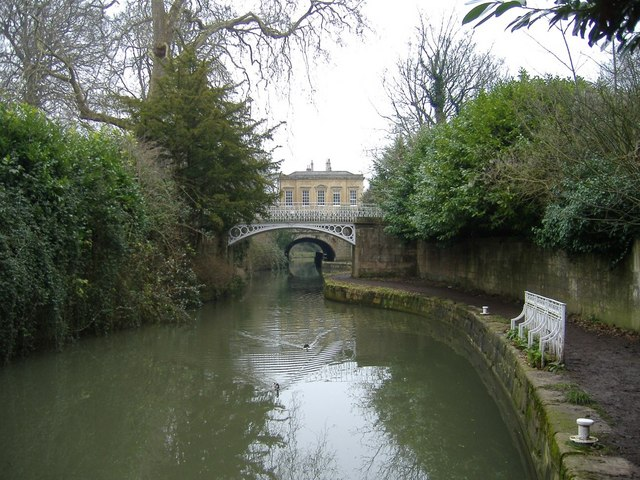
Sydney Gardens, Blick entlang des Kanals nach Süden, im Hintergrund das Cleveland House

Sydney Gardens ist ein öffentlicher Park in Bath (Somerset, Großbritannien). Die Anlage hat den Grundriss eines langgezogenen Sechsecks. Sie wird von einer Eisenbahnlinie und einem schiffbaren Kanal durchschnitten.

## Geschichte

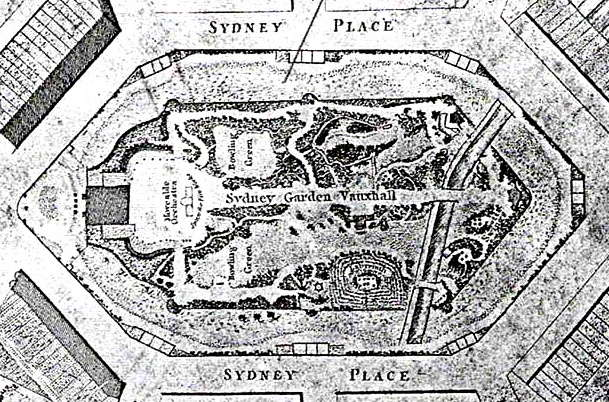
Sydney Gardens 1810 mit dem Kanal, vor dem Bau der Eisenbahn

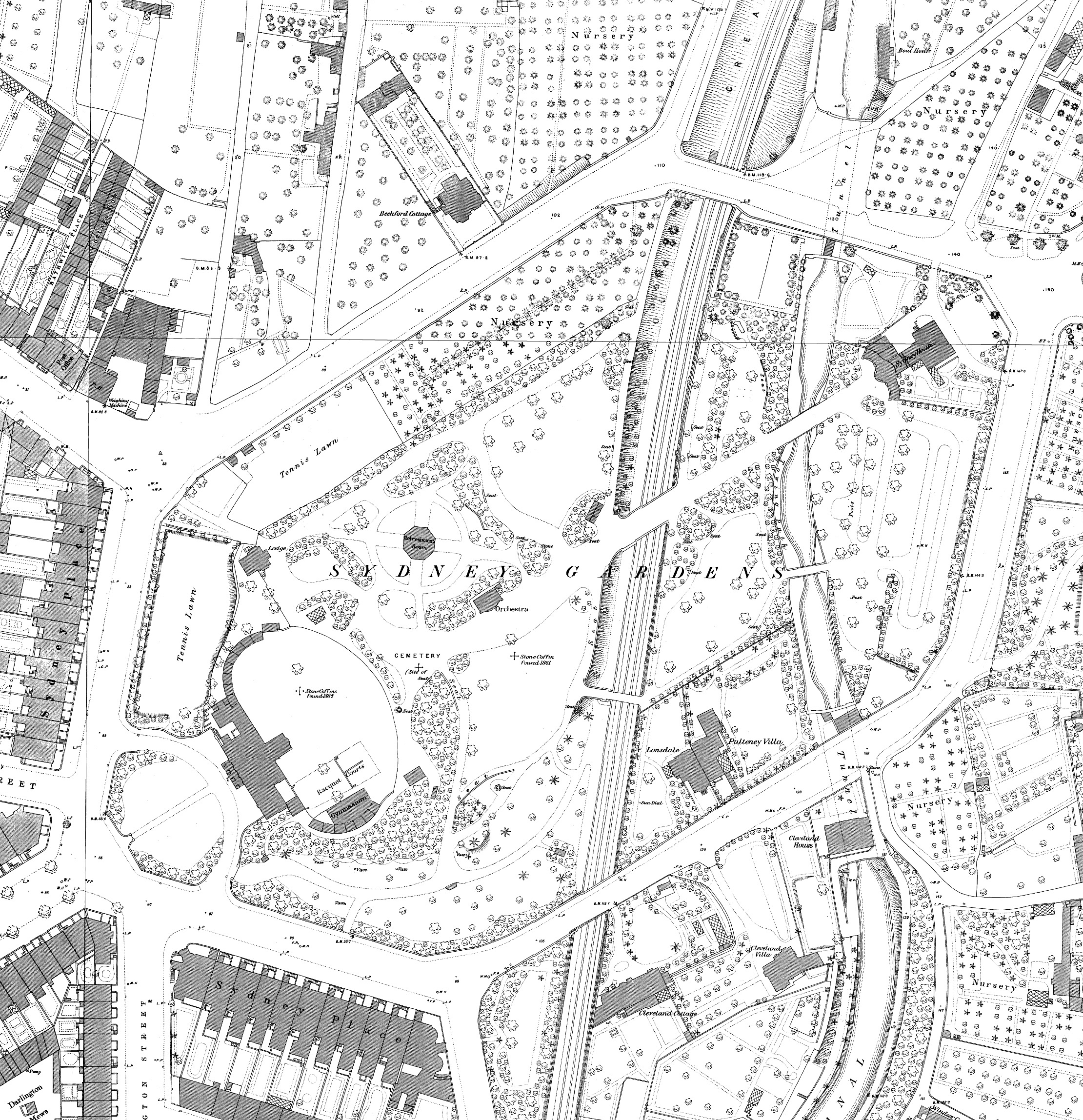
Sydney Gardens 1886 mit Kanal und Eisenbahntrasse

Die im Osten der Stadt gelegene, vier Hektar umfassende Grünanlage weist zwei Entwicklungsabschnitte auf. Der Wandel von einem pleasure garden (Vergnügungspark) des beginnenden 19. Jahrhunderts zu einem öffentlichen Park veränderte den Charakter des Gartens grundlegend.

### 1. Phase
Sydney Gardens wurde in der Zeit von 1790 bis 1795 nach dem Plan des Architekten Thomas Baldwin angelegt und von Charles Harcourt Masters vervollständigt. Vorbild war der New Spring Gardens (Vauxhall Gardens) in London. Das größte Bauwerk des Gartens, das Sydney Hotel, wurde 1794 errichtet.
Bereits 1810 erfuhr der Park durch den Bau des Kennet and Avon Channel eine Veränderung, da die Wasserstraße durch den östlichen Teil der Anlage geführt wurde und einen Einschnitt bildete. Die Teilung des Gartengeländes wurde 1840 durch den Bau einer zweigleisigen, vollspurigen Eisenbahn, eines Teilstücks der Great Western Railway, für die eine tiefliegende Trasse ausgehoben wurde, noch verstärkt.
Der Betrieb des Vergnügungsparks fand 1891 nach Auslaufen des Pachtvertrags ein Ende.

### 2. Phase
1908 erwarb die Gemeinde das Grundstück und machte es 1913 dem allgemeinen Publikum zugänglich. Die Geländeeinschnitte für Kanal und Eisenbahn blieben unverändert.
Das Hotelgebäude wurde im selben Jahr von einer Stiftung erworben, die 1916 das Holburne Museum of Art eröffnete. Der Park hat heute den Charakter eines Landschaftsgartens.

## Ausstattung und Bauwerke
Außer dem Sydney Hotel existiert der Tempel der Minerva, ein Bauwerk mit tetrastylem Portikus, kannelierten Säulen und einem Dreiecksgiebel, das 1911 vom Gelände des Crystal Palace hierhin verlagert wurde. Der ursprünglich vorhandene Irrgarten stand dem Bau der Eisenbahn im Wege, ebenso sind ein als Scheinarchitektur ausgeführtes Schloss sowie eine mit mechanisch bewegten Figuren ausgestattete ländliche Szenerie nicht mehr vorhanden.
Es gibt vier Fußgängerbrücken, zwei führen über die Eisenbahnlinie, die größere wurde nach dem Plan von Isambard Kingdom Brunel errichtet, und zwei weitere führen über den Kanal, der seinerseits den Garten im Norden und Süden durch zwei kurze Tunnel verlässt.
Zur Zeit des Betriebs als Vergnügungspark dürfte insbesondere die Eisenbahnlinie weniger als (Zer)störung, vielmehr als ein weiteres, interessantes Element angesehen worden sein, zumal die Sichtachse durch den Park aufgrund der Absenkung des Gleiskörpers nicht beeinträchtigt wurde. Ähnliche Einbindungen von Eisenbahnen entstanden im 19. Jahrhundert etwa im Parc des Buttes-Chaumont (Paris) und im Türkenschanzpark (Wien).

## Galerie

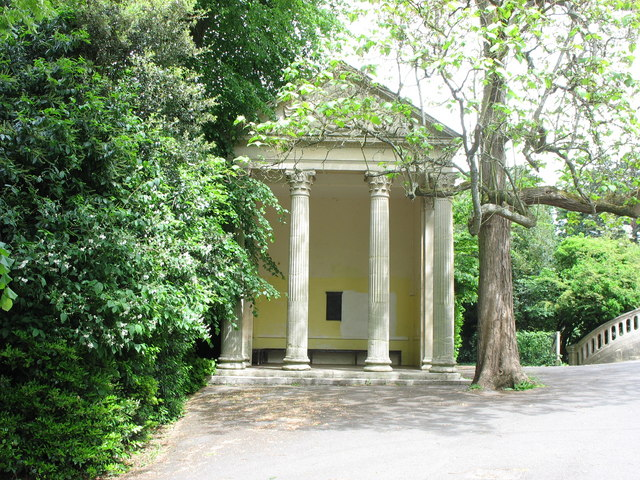
Tempel der Minerva
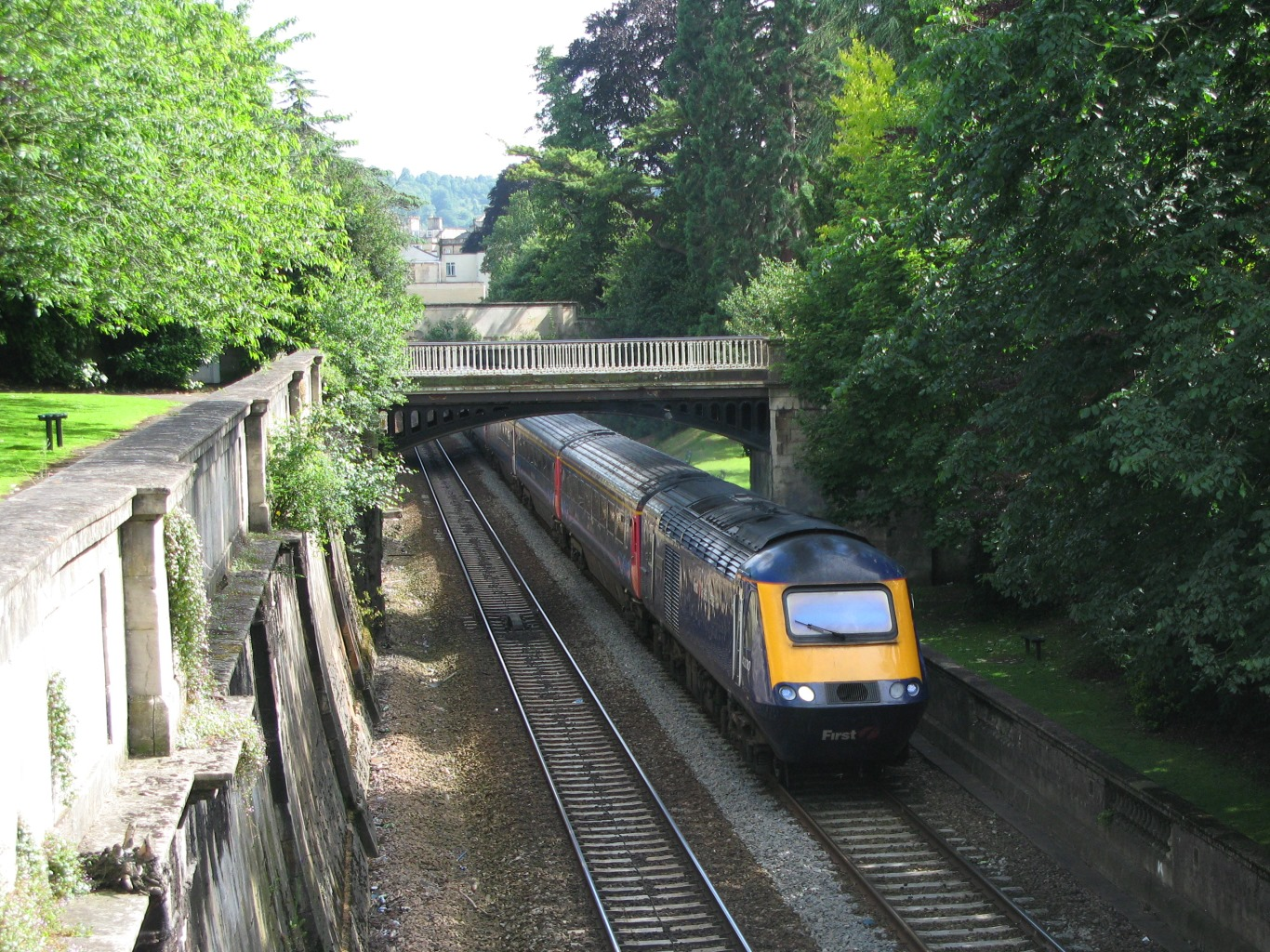
Die Eisenbahnstrecke
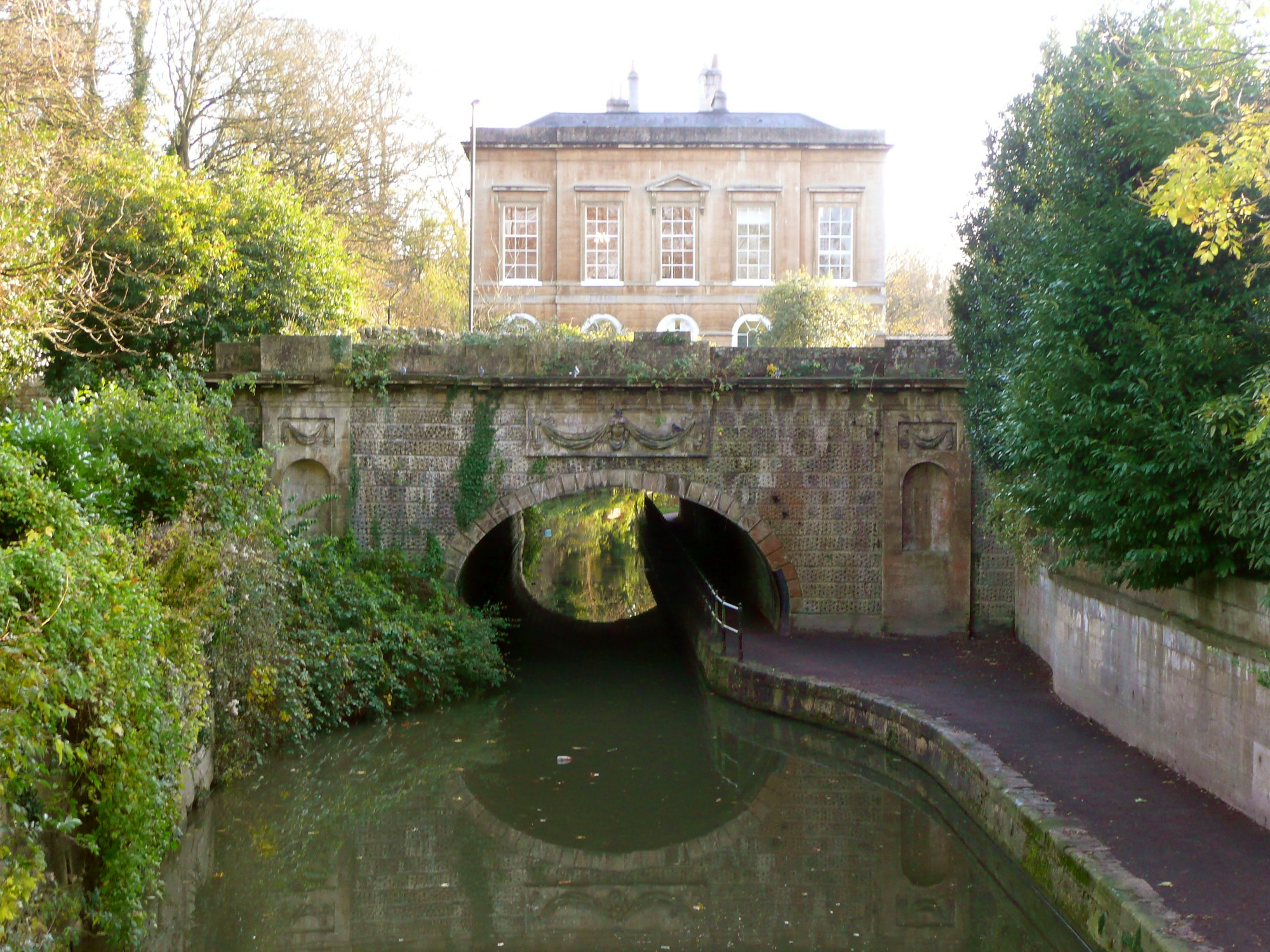
Kanal mit Tunnelportal